# Пожар внизу
«Пожар внизу» (также «Негасимое пламя», англ. Fire Down Below) — роман британского писателя, лауреата Нобелевской премии по литературе Уильяма Голдинга, впервые опубликованный издательством Faber & Faber в 1989 году. Роман завершил трилогию, начатую «Ритуалами плавания» и под заголовком «На край света: морская трилогия» опубликованную в 1991 году.

## Отзывы критики
Пол Стюи, рецензент Quill and Quire назвал завершавший трилогию роман «Пожар внизу» «амбициозным» и «в целом удачным», а финал — волнующим. У. Л. Уэбб (New Statesman & Society), хоть и счёл второй и третий романы уступающими первому, заметил, что «удерживают внимание читателя… волшебные картины моря, создаваемые Голдингом, лица вырисовываемые на палубе в лунную ночь, жуткие тени, отбрасываемые фигурами людей в тумане среди моросящего дождя, молнии и гул ветра, пчелиный рой матросов, на повреждённом корабле несущихся к утесам». «Ничего похожего на это нет больше в нашей литературе», — заключал рецензент.